# Давидюк, Георгий Петрович
Гео́ргий Петро́вич Давидю́к (бел. Давідзю́к Гео́ргій Пятро́віч; 5 июля 1923, д. Камень-Шляхетский, Брестское воеводство, Польша — 10 ноября 2020) — белорусский социолог, профессор (1970), заслуженный работник Белорусского государственного университета, создатель первого в СССР и Белоруссии «Словаря прикладной социологии».

## Биография
Родился в Польше, в деревне Камень-Шляхетский 5 июля 1923 года. Родители были батраками. Семья Георгия Петровича была большая — 5 детей . После присоединения Западной Белоруссии к СССР семья получила собственную землю . До войны Георгий Петрович окончил 2 класса гимназии в г. Кобрине. Фактически со школьной скамьи он шагнул на фронт и участвовал в боевых действиях . В 1942 г. возглавил отделение партизан под Турноей и получил первое ранение в открытом бою с немецкой ротой под Ганцевичами. В мае 1943 года был принят в партию. В этом же году стал командиром партизанской роты. В 1944 году во время штурма переправы на Днепробугском канале в д. Заречье получил серьезное ранение и был списан с фронта.
После войны работал в административных учреждениях, в том числе был зав. отделом культуры Брестского горисполкома и одновременно учился в вечерней школе, в пединституте. В 1961 году в свет вышла первая книга Г. П. Давидюка «Основные черты современного ревизионизма», которую сильно раскритиковали в проправительственной югославской газете «Борьба», обвиняя в клевете на югославское руководство, в том числе и на Иосипа Броз Тито. В 1952 г. Георгий Давидюк окончил Минский педагогический институт им. М. Горького. После защиты кандидатской диссертации (1959) перешел на научную работу. С 1962 по 1973 г. работал в Институте философии Академии Наук Белоруссии заведующим отделом социологических исследований. В 1967 г. Г. П. Давидюк выступает одним создателей Проблемной научно -исследовательской лаборатории социологических исследований (ПНИЛСИ) . В 1968 г. в свет вышла его книга «Критика теории единого индустриального общества», которая получила высокую оценку московских социологов.
В 1969 г. Георгий Петрович защитил докторскую диссертацию на тему: "Критика теории «единого индустриального общества». В 1973 г. он перешел на работу в Белорусский государственный университет. Руководил кафедрой философии гуманитарных факультетов, проблемной лабораторией социологических исследований. Активно боролся за организацию официальной подготовки профессиональных социологов в Белорусском государственном университете. И его борьба не прошла бесследно : уже в начале 1973/74 учебного года на философском отделение было организованно две группы: философская и социологическая. С 3-го курса, как и положено по университетским порядкам, на отделении социологии начали читать лекции по прикладной социологии. Новая программа для этого отделения включала 12 спецкурсов. Поэтому на философском отделении остро ощущалась потребность в профессиональных учебниках. Именно эта проблема вдохновила Георгия Давидюка написать специализированные учебники: «Введение в прикладную социологию» (1975) и «Прикладная социология» (1979). Это были первые учебники в СССР по прикладной социологии. В 1978 г. В составе советской делегации высшей школы он представлял общественные науки Беларуси в ГДР. До 1995 г. преподавал в Белорусском государственном университете .

## Научная деятельность
Георгий Петрович вёл активную научно-исследовательскую деятельность. Он внес огромный вклад в открытие в Белорусском государственном университете (1989 г). на философско-экономическом факультете отделения социологии. Им написаны и изданы более 150 научных работ (15 из которых переведены на иностранные языки и изданы за рубежом), а так же за свою научно-преподаввательскую карьеру Георгий Петрович подготовил 48 кандидатов наук, 12 из которых потом стали докторами философских и социологических наук. Однако наиболее важнейшим результатом его научной деятельности является написание в 1984 г. первого в СССР и Беларуси «Словаря прикладной социологии». За все свои заслуги он был награжден Золотой медалью ВДНХ СССР, а так же тремя грамотами Верховного Совета БССР за активную научную и общественную деятельность.
Помимо этого, Георгий Петрович проводил лекции по социологии в зарубежных университетах: Йенском (Германия) в 1975, Люблянском (Словения) в 1976, Краковском (Польша) в 1979, Бильфельдском (Германия) в 1993, а так же был активным участником более 15 международных конференций.

## Награды
- Золотая медаль ВДНХ СССР
- Орден «Отечественной войны I степени»
- Медаль «За боевые заслуги»
- Медаль «Партизану Отечественной войны I степени».